# Cornelius van Oyen
Cornelius van Oyen (28 novembre 1886 – Berlino, 19 gennaio 1954) è stato un tiratore a segno tedesco.

## Palmarès

### Olimpiadi
- 1 medaglia:
  - 1 oro (Berlino 1936 nella pistola automatica 25 metri)